# 82a Divisió Aerotransportada
La 82a Divisió Aerotransportada és una divisió d'infanteria aerotransportada dels Estats Units, especialitzada en operacions d'aterratge paracaigudista. Amb base a Fort Bragg, Carolina del Nord, la 82a Aerotransportada és el principal braç armat del XVIII Cos Aerotransportat.
La 82a Divisió va ser formada a l'Exèrcit dels Estats Units el 5 d'agost de 1917, i va organitzar-se a partir del 25 d'agost de 1917 a Fort Gordon, Geòrgia. Com que els seus membres originals proveïen de cadascun dels 48 estats, la unitat adquirí el sobrenom de “All-American", que és la base per a la seva insígnia d'espatlla "AA".

## Història
La 82a Divisió va ser creada el 5 d'agost de 1917 a l'Exèrcit Nacional. Va ser organitzada i activada el 25 d'agost de 1917 a Camp Gordon, Georgia. La divisió estava totalment formada per soldats de lleva.
El gruix de la divisió eren dues brigades d'infanteria, cadascuna amb dos regiments. La 163a Brigada tenia els regiments d'infanteria 325 i la 326, i la 164a Brigada comandava el 327 i el 328. La Divisió també disposava de la 157a Brigada d'Artilleria de Camp, un contingent de tropes divisionàries i un tren divisionari. Salpà cap a Europa per unir-se al Cos Expedicionari Americà per combatre a la Primera Guerra Mundial.

### Primera Guerra Mundial
A inicis d'abril de 1918, la divisió s'embarcà als ports de Boston, Nova York i Brooklyn fins a Liverpool, on la divisió es reuní al maig. Des d'allà, la divisió es traslladà a l'Europa continental, abandonant Southampton i arribant a Le Havre, i es traslladà cap a la regió controlada pels britànics del Somme, on començà a enviar petits grups de tropes i oficials al front per adquirir experiència de combat. El 16 de juny es desplaçà fins a Toul per ocupar les línies del front al sector francès; rebent armament i equipament francès per simplificar l'abastiment. La divisió va ser breument assignada al I Cos abans de passar al IV Cos fins a finals d'agost. Llavors va ser traslladada al front de Woëvre, al sector de Lagney, on operà juntament amb la 154a divisió d'infanteria francesa.

#### Saint-Mihiel
La divisió rellevà la 26a Divisió el 25 de juny. Tot i que Lagney es considerà un sector defensiu, la 82a patrullà i atacà activament a la regió durant diverses setmanes, abans de ser rellevada per la 89a Divisió. Des d'allà es traslladà al sector de Marbache a mitjans d'agost 2n Divisió, on la rellevà sota el comandament del Primer Exèrcit americà. S'entrenà allà fins al 12 de setembre, quan la divisió s'uní a l'Batalla de Saint-Mihiel.
Un cop el Primer Exèrcit passà a l'ofensiva, la 82a Divisió participà en una missió per evitar que les forces alemanyes ataquessin el flanc dret del Primer Exèrcit. El 13 de setembre, la 163a Brigada d'Infanteria i el 327è regiment d'infanteria avançaren cap al nord-est de Port-sur-Seille, direcció Éply, al bosc de Cheminot, el Bosc de la Voivrotte, el bosc de la Tête d'Or i el bosc Fréhaut. Mentrestant, el 328è regiment d'infanteria, juntament amb l'atac de la 90a Divisió contra el Bois-le-Prêtre, avançà cap al riu Mosel·la i, juntament amb la 90a divisió, entrà a Norroy, avançant cap als turons al nord de la ciutat on consolidà la seva posició. El 15 de setembre, el 328è d'infanteria, per tal de protegir el flanc de la 90a Divisió, tornà a avançar, arribant a Vandières, tot i que es retirà l'endemà fins als turons al nord de Norroy.
El 17 de setembre s'estabilitzà l'operació de Saint-Mihiel, i la 90a divisió rellevà les tropes de la 82a a l'oest del Mosel·la. El 20 de setembre, la 82a va ser rellevada per la 69a divisió d'infanteria francesa, traslladant-se fins a Triaucourt i Rarécourt. Durant aquesta operació, la divisió patí grans baixes a causa de l'artilleria enemiga. L'operació costà 800 homes. Entre ells estava el coronel Emory Pike, el primer soldat de la 82a en rebre la Medalla d'Honor. La divisió passà a la reserva el 3 d'octubre, quan es reuní a Varennes-en-Argonne abans de tornar al front. Durant aquesta temporada, la divisió s'entrenà i es preparà per a la darrera gran ofensiva de la guerra al Mosa-Argonne.

#### Mosa-Argonne

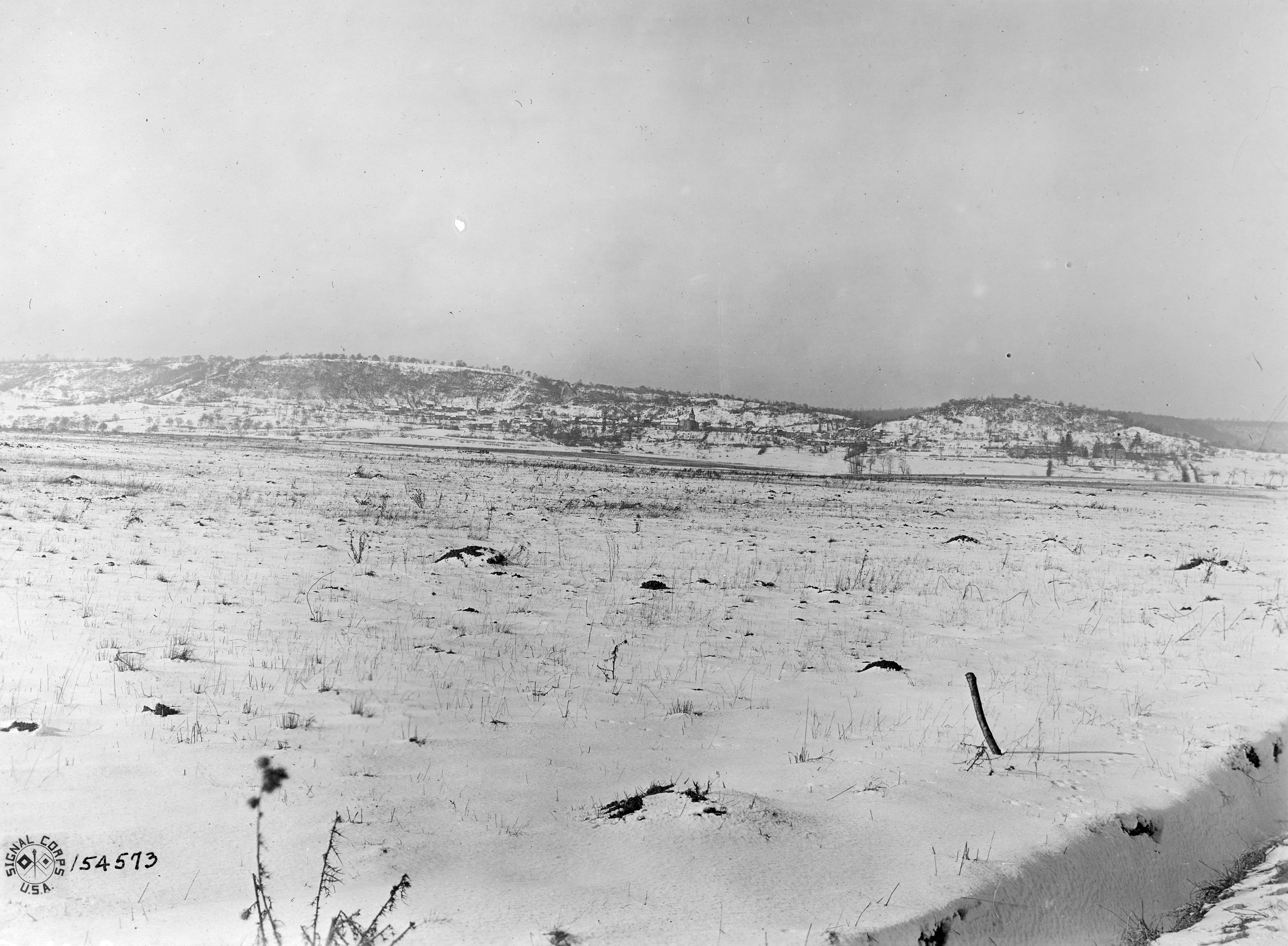
Avanç del 328è regiment d'infanteria de la 82a Divisió en preparació a la captura del Turó 223 el 7 d'octubre de 1918.

La nit del 6 al 7 d'octubre, la 164a Brigada d'Infanteria rellevà les tropes de la 28a Divisió, que mantenien la línia del front des del sud de Fléville a La Forge, a la riba est del riu Aire. La 163a Brigada d'Infanteria quedà en reserva. El 7 d'octubre la divisió, llevat la 163a brigada, atacà la punta nord del bosc Argonne, aconseguint alguns progressos cap a Cornay, ocupant els Turons 180 i 223. L'endemà tornà a l'atac. Elements del dret flanc de la divisió entraren a Cornay, però després es retiraren al sud-est. El flanc dret de la divisió arribà al vessant sud-est fins a Châtel-Chéhéry. El 9 d'octubre la divisió continuà el seu atac, avançant el seu flanc esquerre fins a una línia al sud de Pylône i fins al Rau de la Louvière.
Durant la resta del mes, la divisió tombà cap al nord i avançà pel riu Aire fins a l'est de St.Juvin. El dia 10 rellevà les tropes de la 1a divisió al nord de Fléville. Es llançà a l'atac i capturà Cornay i Marcq. L'11 d'octubre, el flanc dret ocupà Sommerance i els turons al nord de la Rance Rau, mentre que l'esquerra avançà fins a la línia ferroviària al sud d'Aire. L'endemà, la 42a divisió rellevà les tropes de la 82a prop de Sommerance, permetent-la tornar a llançar-se a l'atac. La 82a superà part de la Línia Hindenburg, arribant a una línia al nord de la carretera entre St. Georges i St. Juvin.
El 18 d'octubre, la divisió rellevà seccions de la 78a divisió a Marcq i Champigneulle. Tres dies després avançà fins a Ravin aux Pierres. El 31 d'octubre, la 82a, llevat de la seva artilleria, va ser rellevada per la 77a divisió i la 80a divisió, reunint-se al bosc d'Argonne prop de Champ-Mahaut. El 2 de novembre, la divisió es concentrà prop de La Chalade i Les Islettes i, el 4 de novembre, es traslladà a zones d'entrenament a Vaucouleurs. El 10 es traslladà a Bourmont, on va estar-se fins a l'armistici de l'11 de novembre. Durant aquesta campanya la divisió patí 7.000 baixes més, entre ferits i morts. Un segon soldat de la 82a, Alvin C. York, va guanyar la Medalla d'Honor durant aquesta campanya.

### Període d'entreguerres
La divisió patí 8.077 baixes, amb 995 morts i 7.082 ferits. Després de la guerra, la divisió es traslladà a zones d'entrenament prop de Prauthoy, on va estar-se fins al febrer de 1919. Entre abril i maig tornà als Estats Units, sent desmobilitzada i desactivada a Camp Mills, Nova York, el 27 de maig.
Durant els 20 anys següents, la 82a Divisió només existí com una unitat de la Reserva Organitzada. Va ser reconstituïda el 24 de juny de 1921, establint el seu quarter general a Colúmbia, Carolina del Sud, el gener de 1922. La 82 formà part de la Reserva Organitzada, i seccions de la divisió van desplaçar-se a Carolina del Sud, Geòrgia i Florida.

### II Guerra Mundial

#### De Louisiana a Itàlia
La 82a Divisió va ser redissenyada el 13 de febrer de 1942 com a Quarter General Divisionari, 82a Divisió. Va tornar al servei actiu el 25 de març de 1942, i reorganitzada a Camp Claiborne, Louisiana, sota el comandament del major general Omar N. Bradley. Durant aquest període d'entrenament la divisió reuní quatre oficials que acabarien sent comandants de l'Exèrcit durant les dues dècades posteriors: Matthew B. Ridgway, Matthew D. Query, James M. Gavin, i Maxwell D. Taylor. Sota el general Bradley, el cap d'estat major de la divisió va ser George Van Pope.

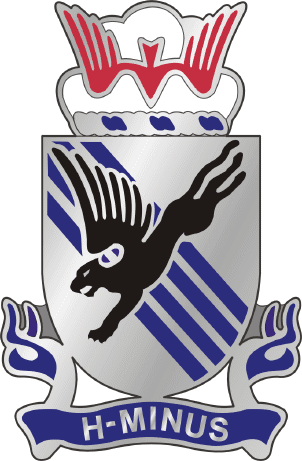
Insígnia del 505è Regiment d'Infanteria Paracaigudista

El 15 d'agost de 1942, la 82a Divisió d'Infanteria esdevingué la primera divisió aerotransportada de l'exèrcit, sent rebatejada com a 82a Divisió Aerotransportada. L'abril del 1943 els seus paracaigudistes van ser desplegats al nord d'Àfrica sota el comandament del major general Matthew B. Ridgway per participar en la campanya per envair Itàlia. Les dues primeres operacions de combat de la divisió van ser assalts paracaigudistes a Sicília el 9 de juliol i a Salerno el 13 de setembre. L'assalt inicial sobre Sicília, realitzat pel 505è Regiment d'Infanteria Paracaigudista, va ser el primer salt paracaigudista de combat realitzat per l'Exèrcit. Les tropes en planador del 319è i del 320è regiments d'Artilleria de Camp en Planador i el 325è d'Infanteria en Planador arribaren a Itàlia en llanxes de desembarcament a Maiori (319è) i a Salerno (320a i 325a).
A gener de 1944 el 504t Regiment d'Infanteria Paracaigudista, que va ser temporalment destacat per combatre a Anzio, adoptà el malnom de "Devils in Baggy Pants", pres d'una nota al diari d'un oficial alemany. Mentre que el 504t estava destacat, la resta de la 82a es desplaçà al Regne Unit al novembre de 1943 per preparar-se per l'alliberament d'Europa (destinats a RAF North Witham i RAF Folkingham).

#### De França a Alemanya
Amb dos salts de combat al damunt, la 82a Divisió Aerotransportada estava preparada per a l'operació aerotransportada més ambiciosa de la guerra, com a part de l'operació Neptú, la invasió de Normandia. La Divisió realitzà l'operació Boston, part de la fase d'assalt aerotransportat del pla de l'operació Overlord.
En preparació per a l'operació es reorganitzà la divisió. Per facilitar la integració de les tropes de lleves, el descans i el reavituallament després dels combats a Itàlia, el 504t no es reuní a la divisió per a la invasió. Dos nous regiments d'infanteria paracaigudista, el 507è i el 508è, juntament amb el veterà 505è, formarien les unitats d'assalt. El 5 i 6 de juny, aquests grups paracaigudistes, d'artilleria paracaigudista, juntament amb el 319è i el 220, carregaren centenars d'avions de transport i planadors per començar el segon major assalt aerotransportat de la història (el major va ser l'operació Horta). El seu 325è Regiment d'Infanteria en Planador va arribar el 7 de juny com a reserva de la divisió.
En el moment en què la divisió All-American tornà a Anglaterra havia combatut durant 33 dies i havia patit 5.245 baixes entre morts, ferits i desapareguts. L'informe post-batalla de Ridway afirmà que "...33 dies d'acció sense relleu, sense lleves. S'han acomplert totes les missions. No s'ha perdut cap del terreny guanyat."
Després de Normandia, la 82a Divisió passà a formar part del nou XVIII Cos Aerotransportat, que consistia en les divisions aerotransportades 17a, 82a i 101a. Ridgway va rebre el comandament, però no va ser promogut a Tinent General fins al 1945. La seva recomanació per succeir-lo com a comandant va ser el Brigadier General James M. Gavin. La seva recomanació va ser aprovada, i Gavin esdevingué el general de dues estrelles més jove des de la Guerra Civil que comandava una divisió.

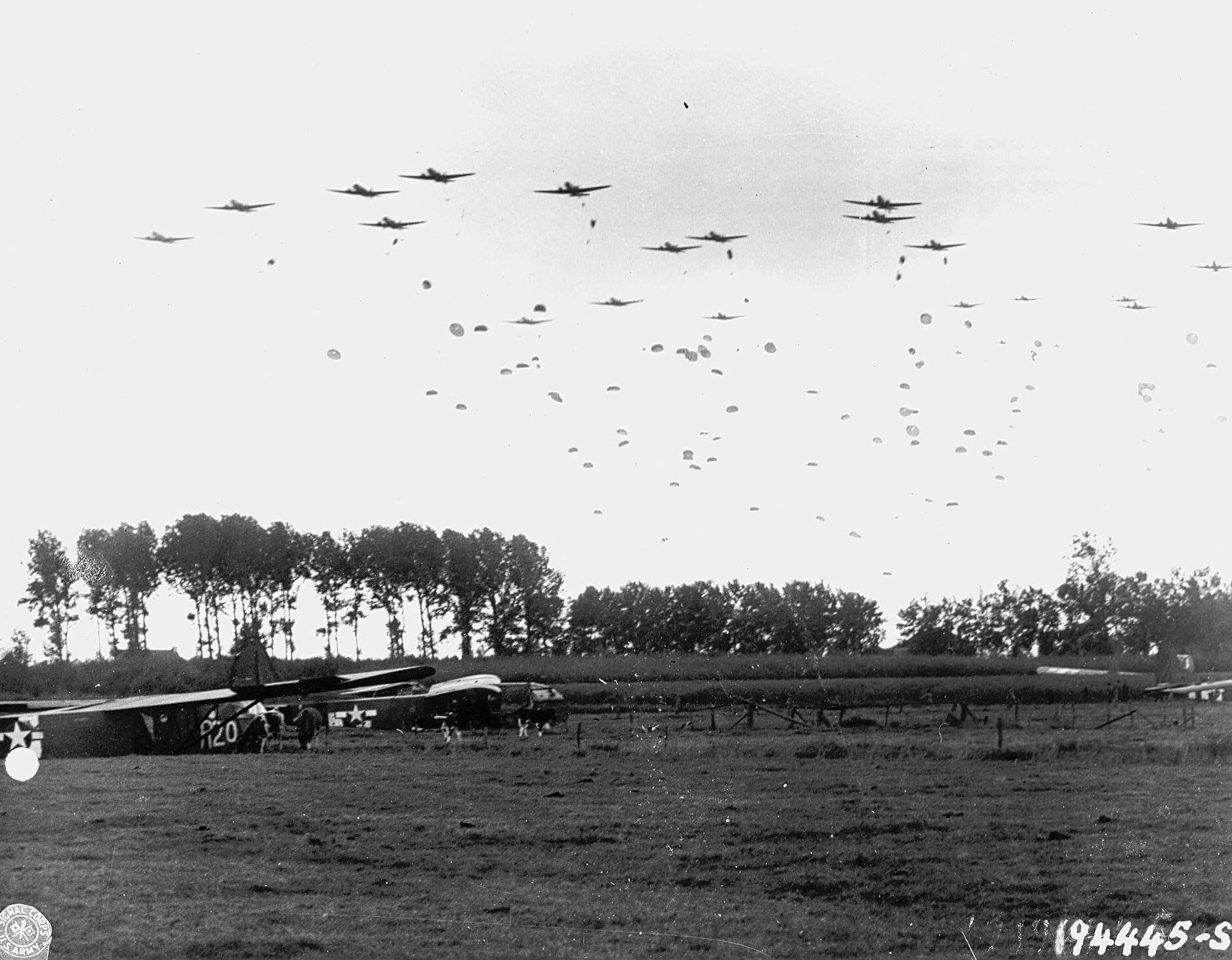
82a Divisió Aerotransportada salten prop de Grave durant l'Operació Horta.

El 2 d'agost de 1944 la divisió passà a formar part del 1r Exèrcit Aliat Aerotransportat. Al setembre, la 82a inicià els plans per participar en l'operació Horta, en la que 3 divisions aerotransportades haurien de conquerir i mantenir fins a ser rellevades 3 ponts claus i diverses carreteres darrere les línies alemanyes. El 504t, ara a ple rendiment, tornà a formar part de la 82a, mentre que el 507è va ser assignat a la 17a Aerotransportada. El 17 de setembre la 82a realitzà el seu quart assalt de combat durant la II Guerra Mundial. Rebutjant diversos contraatacs alemanys, la 82a capturà els seus objectius entre Grave i Nimega. Aquest èxit, però, no va estendre's gaire en el temps a causa de la derrota d'altres unitats aliades en la batalla d'Arnhem. Després d'un període de servei al front d'Arnhem, la 82a va ser rellevada per tropes canadenques i enviada a França.

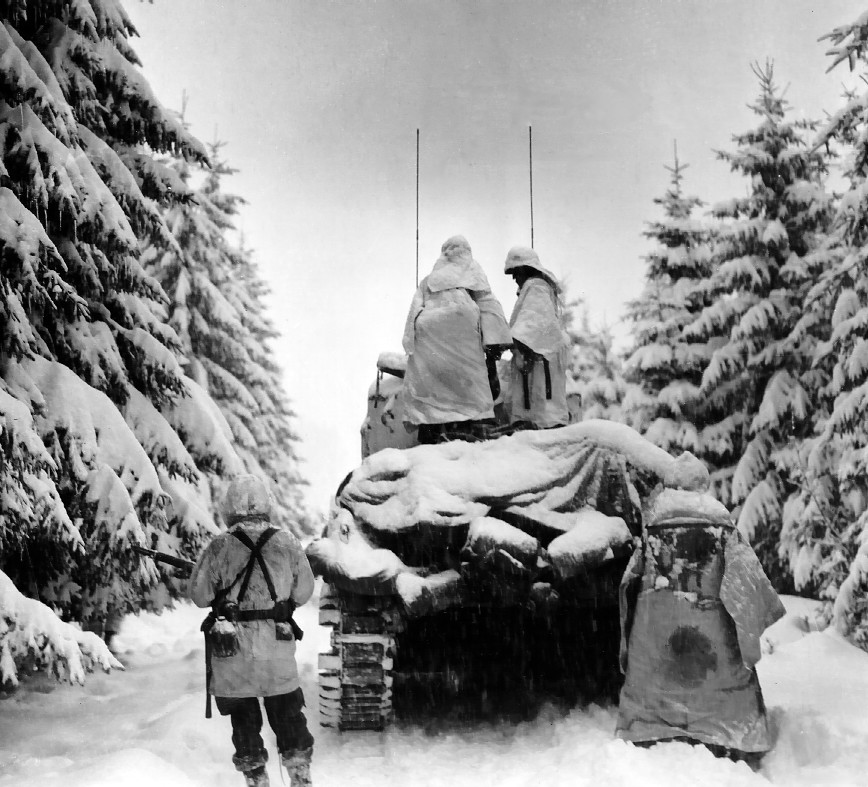
Tropes del 504t Regiment, 82a Aerotransportada avançant per un bosc cobert de neu durant la batalla de les Ardenes.

El 16 de desembre, els alemanys llançaren un atac per sorpresa a través del bosc de les Ardennes que es convertiria en la batalla de les Ardenes. Dos dies després la 82a s'uní als combats i aturà la penetració al nord de les línies americanes del general Gerd von Rundstedt. Després d'ajudar a assegurar el Ruhr, la divisió acabà la guerra al Ludwigslust passat el riu Elba, acceptant la rendició d'uns 150.000 membres del 21è Exèrcit del tinent general Kurt von Tippelskirch. El 2 de maig del 1945 van alliberar el Camp de concentració de Wöbbelin on van trobar uns 3500 presoners emaciats i agonitzants i molts de cadàvers.
Després de la rendició alemanya, la 82a va ser destinada a Berlín per fer tasques d'ocupació fins a desembre de 1945. A Berlín, el general George Patton va quedar tan impressionat amb la guàrdia d'honor de la 82a que afirmà "En tots els meus anys a l'exèrcit i totes les guàrdies d'honor que he vist, la guàrdia d'honor de la 82a és sens dubte la millor". Així que l'All-American també passà a ser coneguda com la "Guàrdia d'Honor d'Amèrica". La guerra acabà abans que tingués lloc la projectada invasió del Japó. Durant la invasió d'Itàlia, el general Ridway considerà a Will Lang Jr., de la revista TIME com a membre honorífic de la divisió.
Baixes:
- 1.619 morts en acció
- 6.560 ferits en acció
- 332 morts a causa de les ferides

### Després de la Segona Guerra Mundial

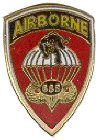
Insígnia del 555è Regiment d'Infanteria Paracaigudista

El 3 de gener de 1946 la divisió tornà als Estats Units a bord del Queen Mary. A Nova York va rebre una Ticker-tape parade. El 1945 el 555è Batalló d'Infanteria Paracaigudista va ser assignat a la 82a i passà a ser el 3b batalló del 505è Regiment d'Infanteria Paracaigudista. En canvi de ser desmobilitzada, la 82a va ser destinada permanentment a Fort Bragg, Carolina del Nord, designada com una divisió de l'Exèrcit Regular el 15 de novembre de 1948. La 82a no va ser enviada a la Guerra de Corea, car els Presidents Harry Truman i Dwight Eisenhower preferiren mantenir-la com a reserva estratègica davant un possible atac de la Unió Soviètica a qualsevol lloc del món. La vida de la 82a durant les dècades de 1950 i 1960 consistí en maniobres intensives en totes les localitzacions i ambients, incloent Alaska, Panamà, l'Extrem Orient i els Estats Units continentals.
Mentre que estava als Estats Units, el 1967 van ser enviats per fer front a les riades de Detroit de 1967.

### República Dominicana i Vietnam
L'abril del 1965, l'All-Americans va intervenir a la guerra civil a la República Dominicana, en la que van morir més de 3.000 dominicans. Amb la 3a Brigada com a punta de llança, la 82a va ser desplegada a l'operació Power Pack.
Un any després, la 82a va ser desplegada a Vietnam. Durant l'ofensiva del Tet (1968), la 3a Brigada estava en ruta cap a Chu Lai només 24 hores després de rebre les seves ordres. La 3a brigada va combatre a Huè i a Phu Bai del sector del I Cos. Posteriorment, la brigada es desplaçà cap a Saigon i lluità al Delta del Mekong, al Triangle de Ferro i a la frontera de Cambodja, en un servei que durà prop de 22 mesos en total.

### Post-Vietnam i operacions durant la dècada de 1980
Des de 1969 i durant la dècada de 1970 la 82a desplegà paracaigudistes a Corea del Sud i al Vietnam durant més de 180 dies per exercitar-se per a futurs camps de batalla potencials. La divisió rebé 3 alertes. Una va ser per Setembre Negre 1970. Els paracaigudistes estaven de camí cap a Amman, Jordània, quan la missió va ser avortada. La guerra a l'Orient Mitjà a la tardor de 1973 va fer que la 82a estigués en alerta total. Al maig de 1978 la divisió tornà a ser alertada per a un possible salt a Zaire. El novembre de 1979 va ser alertada per a una possible operació per a rescatar els ostatges americans a l'Iran. La divisió formà el nucli de les noves Forces de Desplegament Ràpid, una força mòbil en un estat permanent de disponibilitat.
El 25 d'octubre de 1982, elements de la 82a van donar suport al 1r i al 2n Batallons Ranger a la invasió de Grenada. La primera unitat de la 82a desplegada va ser una força del 2n i del 3r Batallons del 508è d'Infanteria.

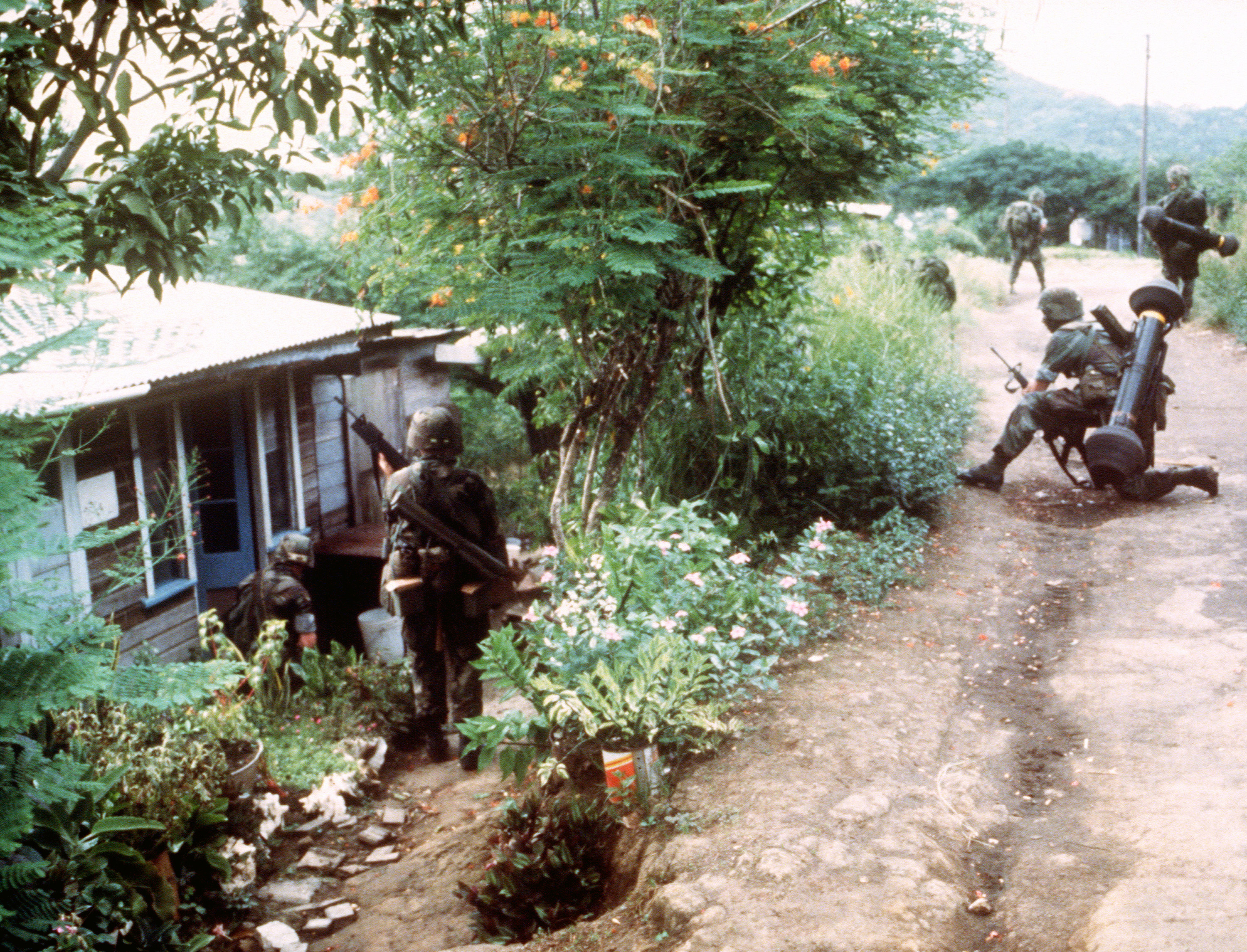
Soldats de la 82a Aerotransportada durant la Invasió de Grenada, 1983.

Les operacions provaren la capacitat de la divisió per actuar com una força de desplegament ràpid. El primer avió que portà tropes del 2/325 aterrà a Point Salinas 17 hores després de la notificació, comandada per Jack L. Hamilton amb la Companyia Alpha com a Companyia Inicial Disponible.
Al març de 1988, una brigada composta per dos batallons del 504è Regiment d'Infanteria i el 3r Batalló (Aerotransportat), 505è d'Infanteria, portà un assalt aeri i per terra a Hondures com a part de l'operació Golden Pheasant. El desplegament va ser fet com un exercici conjunt d'entrenament, però els paracaigudistes estaven preparades per lluitar. El desplegament causà que els sandinistes es retiressin de Nicaragua.
El 20 de desembre de 1989 l'All-American, participant en la Invasió americana de Panamà, realitzà el seu primer salt de combat des de la II Guerra Mundial, saltant sobre l'Aeroport Internacional de Torrijos, Panamà. L'objectiu de la task force de la 1a Brigada, format per l'1/504, el 2/504, el 4/325 i la Companyia A del 3/505, per expulsar a Manuel Noriega del poder. A terra se'ls uní pel 3/504 que ja es trobava a Panamà. Després del salt de combat nocturn i assetjaren l'aeroport; realitzant a més diverses missions més a la ciutat de Panamà. Els paracaigudistes tornaren a Fort Bragg el 12 de gener de 1990.

### Operació Escut del Desert/Tempesta del Desert: Iraq

Operacions terrestres durant l'operació Tempesta del Desert, amb la 82a Divisió Aerotransportada posicionada al flanc esquerre.

Set mesos després els paracaigudistes tornaren a la guerra. Sis dies després de la invasió iraquiana de Kuwait el 2 d'agost de 1990, la 82a esdevingué la vanguardia del major desplegament de tropes americanes des de Vietnam com a part de l'operació Desert Shield. La primera unitat a desplegar-se a l'Aràbia Saudita era una task force incloent la 2a brigada de la divisió. Poc després, la seguí la resta de la divisió. Allà començà un entrenament intensiu per la lluita al desert contra el molt cuirassat Exèrcit Iraquià.
El 16 de gener de 1991 començà l'operació Tempesta del Desert quan els avions aliats atacaren objectius iraquians. A mesura que la guerra aèria començà, elements de la 82a es desplegaren inicialment prop de les instal·lacions petrolieres d'Aramco als afores d'Abqaiq. Coincidint amb l'inici de la guerra aèria, tres companyies de camions mitjans de la Guàrdia Nacional, la 253a (NJARNG), 1122a (AKARNG) i la 1058a (MAARNG) s'uniren al 2n BDE de la 82a. Durant les setmanes següents, i emprant principalment els camions de 5 tones d'aquestes companyies, la 2a BDE avançà cap al nord fins a Rafah, a l'Aràbia Saudita. Eventualment, aquestes unitats de camions de la Guàrdia Nacional van "motoritzar" eventualment 2l 2/325, oferint el transport terrestre necessari perquè mantinguessin el pas de la 6a Divisió Cuirassada Lleugera francesa durant la incursió. La guerra terrestre començà sis setmanes després. El 23 de febrers, els paracaigudistes protegiren el XVIII Cos Aerotransportat movent-se en unitats mecanitzades i cuirassades cap a l'interior de l'Iraq. Una fask-force de mida d'un batalló de la 2/325 va ser enviat amb la 6a Divisió Cuirassada Lleugera francesa, sent el flanc esquerre del Cos. En només 100 hores, la 82a avançà a Iraq i capturà milers de soldats iraquians i tones d'equipament, armament i munició. Durant aquesta època, la companyia de policia militar de la 82a processaren 2.721 presoners. Després de l'alliberament de Kuwait, la 82a tornà a Fort Bragg, principalment a finals d'abril.

#### Huracà Andrew
L'agost de 1992, la divisió desplegà una task force a la zona arrasada del sud de Florida per donar assistència humanitària després de l'Huracà Andrew. Durant més de 30 dies, les tropes van donar menjar, abric i assistència mèdica a la població de Florida.

#### Operació Restauració de la Democràcia: Haití
El 16 de setembre de 1994, la 82a Divisió Aerotransportada s'uní a l'operació Restauració de la Democràcia. Estava programat que la 82a realitzés salts de combat a la zona de Pegasus i de l'Aeroport Papia, per tal per ajudar a derrocar la dictadura militar de Raoul Cédras i per restaurar el president elegit democràticament Jean-Bertrand Aristide. Al mateix temps que l'ex-president americà Jimmy Carter i l'ex-president de la Junta de Caps de l'Estat Major Colin Powell es trobaven negociant amb Cédras per restaurar a Aristide al poder, la primera onada de la 82a ja estava a l'aire, amb els paracaigudistes esperant un cop els aeròdroms havien estat assetjats. Quan els militars haitians verificaren de forces de força de la Base de la Força Aèria de Pope que la 82a s'apropava, Cédras dimití, avortant la invasió.
L'ex-vicepresident Al Gore posteriorment viatjaria a Fort Bragg per agrair personalment als paracaigudistes de la 82a per les seves accions, remarcà al seu discurs del 19 de setembre de 1994 que només la reputació de la 82a va ser prou per fer recular a Cédras:
| « | Però vam estar a prop durant una estona. Com saben, havien 61 avions a l'aire dirigint-se cap a Haití en el moment en què finalment acordaren. I tot d'una el general Biamby va entrar i va dir al general Cédras que li acabaven de dir per telèfon que els avions just s'havien enlairat de la Base Aèria de Pope, amb soldats de Fort Bragg, i que estaven desconcertats i els va fer sospitar de la intenció de les negociacions, però també creà una situació on els punts clau que abans s'havien negat ara estaven d'acord, una dada certa, a més d'altres assumptes dels que no detallaré ara. | » |

#### Operació Safe Haven i Safe Passage: protegint els refugiats cubans
El desembre de 1994, el 2/505 Regiment d'Infanteria Paracaigudista va ser desplegat com a part de l'Operacions Abric Segur i Passatge Segur. El Batalló sortí de Fort Bragg per restaurar l'ordre contra els centenars de refugiats cubans que havien atacat i ferit diversos membres del personal de la Força Aèria mentre protestaven per la seva detenció a Empire Range al Canal de Panamà. El batalló participà en la protecció dels refugiats cubans i patrullà durant dos mesos per la zona dels camps de refugiats, tornant a Fort Bragg al febrer de 1995.

##### OperationJoint Endeavor: Bòsnia
El desembre de 1995, batallons de la 82a es prepararen per a un possible salt en suport d'elements de la 1a Divisió Cuirassada, que havia estat enviada a Bòsnia i Hercegovina com a part de l'operació Joint Endeavor. Només després que enginyers de la 1a Cuirassada bastissin un pont sobre el riu Sava el 31 de desembre de 1995 sense hostilitats s'anul·laren els plans per a una possible operació aerotransportada.

##### OperacióAllied Force': Kósovo
Al març de 1999 el 2/505 va ser desplegat a Albània i desplegada a la frontera entre Albània i Kosovo en suport de l'operació Allied Force, la campanya de bombardeig de l'OTAN contra les forces sèrbies a la República Federal de Iugoslàvia. El setembre del 1999, el 3/504 va ser desplegat en suport de l'operació Joint Guardian, rellevant el 2/505. El 3/504 va ser rellevat el gener de 2001 per l'1/325.

#### 2001 – present

##### Operació Llibertat Duradora
Després dels atacs de l'11 de Setembre el 49è Destacament d'Afers Públics de la 82a va ser desplegada a l'Afganistan a l'octubre del 2001 en suport de l'Operació Llibertat Duradora, juntament amb diversos soldats de la 82a desplegats a l'Àrea de Responsabilitat del Comandament Central en suport de les operacions de combat.
El juny de 2002, elements del Quarter General de la Divisió i la 3a Brigada van ser desplegats a l'Afganistan. El gener del 2003 la 1a Brigada rellevà la 3a. Durant l'estada de la 1a Brigada a l'Afganistan, 70 soldats de la Companyia B del 3/504, juntament amb la Companyia A del 2n Batalló, 75è Regiment Rànger, saltaren a l'oest de l'Afganistan, en una operació qualificada com a classificada.

##### Invasió de l'Iraq de 2003
Al març del 2003, el 2/325 i el 3/325 d'infanteria aerotransportada van unir-se al 75è Regiment Rànger com a part de la Task Force d'Operacions Especials per realitzar un assalt paracaigudista per conquerir l'Aeroport Internacional Saddam en suport de la Invasió de l'Iraq. El 21 de març del 2003, la companyia D travessà la frontera entre Aràbia Saudita i Iraq com a part de la Task Force Caçador per escortar els sistemes de foc indirecte de coets pesants per destruir les bateries d'artilleria iraquianes al desert occidental. Després de la cancel·lació del salt per conquerir l'aeroport, els batallons tornaren amb el 325è Regiment d'Infanteria Paracaigudista a l'aeroport Talil prop de An Nasariyah, Iraq. La Brigada tornà als Estats Units a finals de febrer de 2004. La 3a Brigada va ser desplegada a Iraq a l'estiu, tornant als Estats Units a la primavera del 2004. la 1a Brigada va ser desplegada durant el gener del 2004. les darreres unitats de la divisió van deixar a finals d'abril del 2004. la 2a Brigada va ser desplegada el 7 de desembre del 2004 per col·laborar a les Eleccions Lliures i tornà el Diumenge de Pasqua del 2005. Durant aquest desplegament inicial 36 membres de la divisió van resultar morts i uns 400 van quedar ferits, d'uns 12.000 soldats desplegats. El 21 de juliol del 2006 l'1/325, juntament amb una patrulla de la Bateria A del 2/319 Regiment d'Artilleria de Camp Aerotransportada i tropes del 1r Esquadró, 73è Regiment de Cavalleria va ser desplegada a Tikrit, tornant el desembre del 2006. Dies després de tornar als Estats Units, el Batalló s'uní a la resta de la 2a Brigada en un altre desplegament planejat per a inicis de gener del 2007.

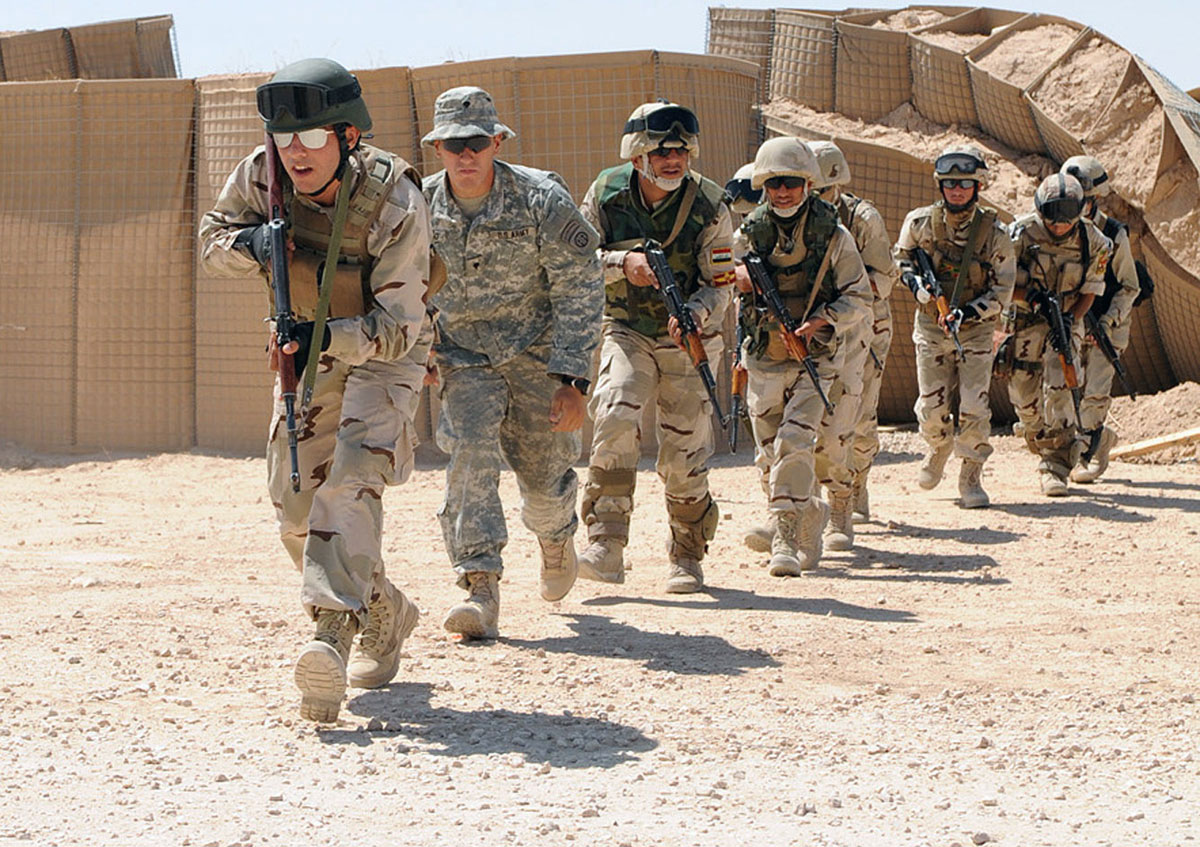
comandos iraquians entrenant sota la supervisió de soldats de la 82a Aerotransportada.

El 4 de gener del 2007, el 2n BCT va tornar a Iraq en suport del OIF. El 6 de juny del 2007, la 1a Brigada va ser desplegada al sud de l'Iraq, tornant el 18 de març del 2008.
Els primers dies de la participació de la 82a Aerotransportada van ser narrades pel periodista Karl Zinsmeister al seu llibre Boots on the Ground: A Month with the 82n Aerotransportat in the Battle for Iraq (2003).
Entre desembre del 2008 i novembre del 2009 el 3r Batalló va ser desplegat a Bagdad; i a l'agost del 2009 el 1r Batalló tornà a l'Iraq, retornant al juliol del 2010.

##### Suport a les eleccions de l'Afganistan del 2004
A finals de setembre del 2004 el Comandament de l'Autoritat Nacional alertà l'1/505 per a un desplegament d'emergència a l'Afganistan en suport de les eleccions d'octubre. Dos batallons d'infanteria de la 82a van ser desplegades a Iraq abans del referendum previst pel 15 d'octubre sobre la constitució proposada; i van quedar-se fins a les eleccions nacionals del desembre. Els batallons participants van ser el 2n Batalló del 325è Regiment d'Infanteria Paracaigudista i el 3è Batalló del 325è Regiment d'Infanteria Paracaigudista.
La 1a Brigada va ser desplegada a l'abril del 2005 en suport del OEF 6, tornant a l'abril del 2006.

##### L'Huracà Katrina
La 3a Brigada Panthers de la 82a Aerotransportada i DIVARTY, juntament amb unitats de suport van ser desplegades en operacions de recerca i rescat i seguretat a Nova Orleans, després que la ciutat quedés inundada per l'Huracà Katrina al setembre del 2005. Uns 5.000 paracaigudistes, comandats pel Maj. Gen. William B. Caldwell IV, van operar des de l'Aeroport Internacional Louis Armstrong.

### Reorganització
El gener del 2006 la divisió començà a reorganitzar-se. Entre els nous elements estaven la 4a Brigada d'Equip de Combat (1-508è INF, 2–508è INF, 4–73è Cav (RSTA), 2–321r FA, 782n BSB i STB, 4t BCT) i la desactivació de l'Artilleria de la Divisió, el 82è Batalló de Senyals i el 313è Batalló d'Intel·ligència Militar. El Comandament de Suport de la 82a Divisió (DISCOM) va ser redissenyat com a 82a Brigada de Manteniment. Va reactivar-se una unitat d'exploradors, mentre que el Destacament de Vigilància de Llarg Abast de l'inactivat 313è MI batalló va passar a dependre del 2n Batalló, 82è Regiment d'Aviació i va ser convertit en un paper d'exploradors.

### Tornada a l'Afganistan
El gener del 2007, el Quarter General de la Divisió, el 4t BCT (inclosos l'1-508è i el 2–508è) i la Brigada d'Aviació van desplegar-se a l'Afganistan com la Combined Joint Task Force-82 (CJTF-82) per l'operació Enduring Freedom VIII. El 3r BCT, la 10a divisió de Muntanya (infanteria lleugera) van estar-se durant 120 dies per incrementar el nombre de tropes contra l'ofensiva de primavera dels talibans. Al març del 2008 el 4t BCY començà a tornar cap a Fort Bragg després de 15 mesos a l'Afganistan. El 2-508 PIR va treballar per establir i mantenir bases de foc a la província de Ghazni i a la seva rodalia mentre que patrullaven la seva àrea operativa. L'1-508è PIR treballa principalment a la província de Kandahar dirigint les Forces de Seguretat Nacional Afganeses. En suport de la divisió estaven la 36a Brigada d'Enginyers i la 43è Grup de Suport d'Àrea. Durant els mesos d'agost i setembre de 2009, la 4a BCT tornà a ser desplegada a l'Afganistan, tornant a Fort Bragg a l'agost del 2010.

## Orde de Batalla
Unitats de la 82a Divisió Aerotransportada:.

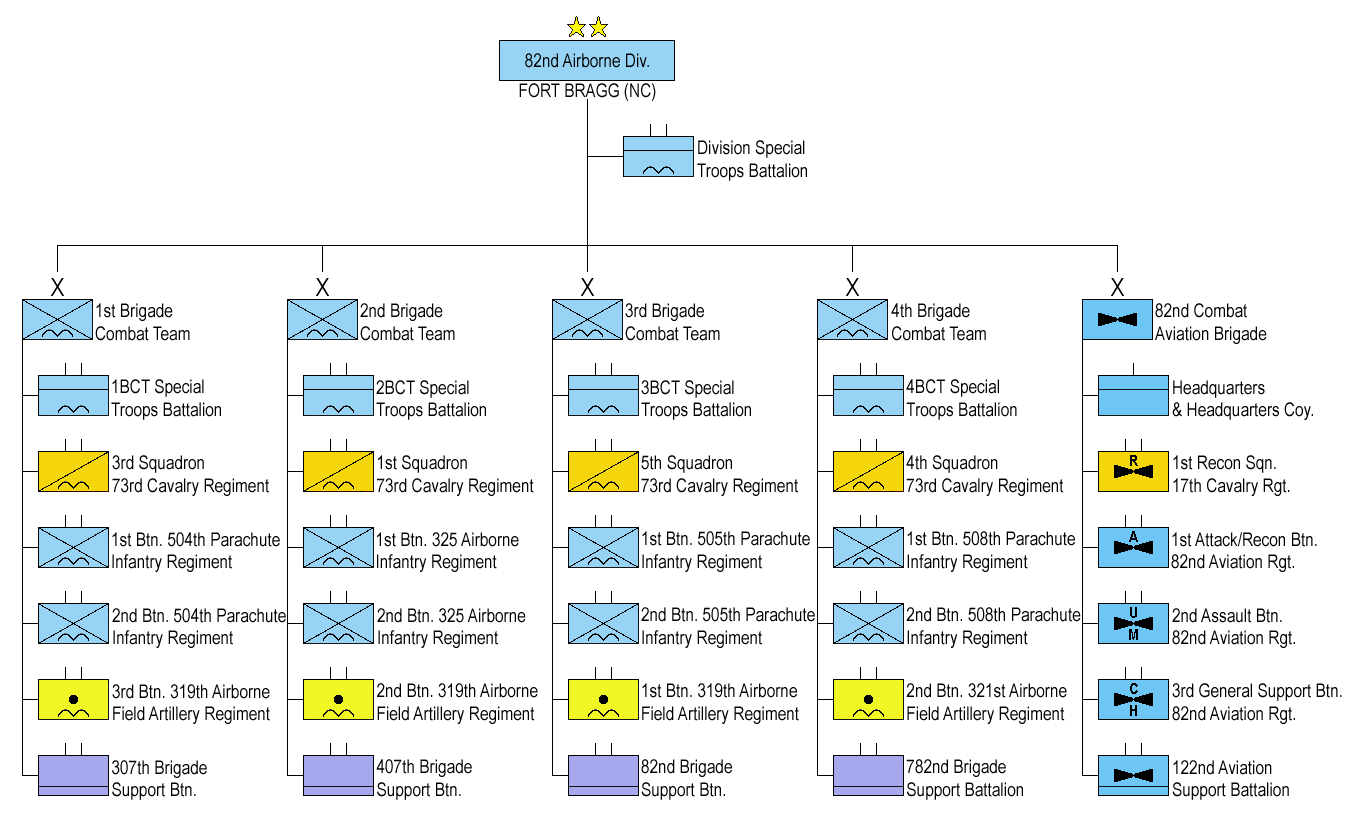
Orde de Batalla de la 82a Divisió Aerotransportada.

- Equip de Combat de la 1r Brigada
  - 1r Batalló, 504t Regiment d'Infanteria Paracaigudista
  - 2n Batalló, 504t Regiment d'Infanteria Paracaigudista
  - 3r Esquadró, 73è Regiment de Cavalleria
  - 3è Batalló, 319è Regiment d'Artilleria de Camp
  - 307è Batalló de Suport de la Brigada
  - Batalló de Tropes Especials
- Equip de Combat de la 2a Brigada
  - 1r Batalló, 325è Regiment d'Infanteria Paracaigudista
  - 2n Batalló, 325è Regiment d'Infanteria Paracaigudista
  - 1r Esquadró, 73è Regiment de Cavalleria
  - 2n Batalló, 319è Regiment d'Artilleria de Camp
  - 407è Batalló de Suport de la Brigada

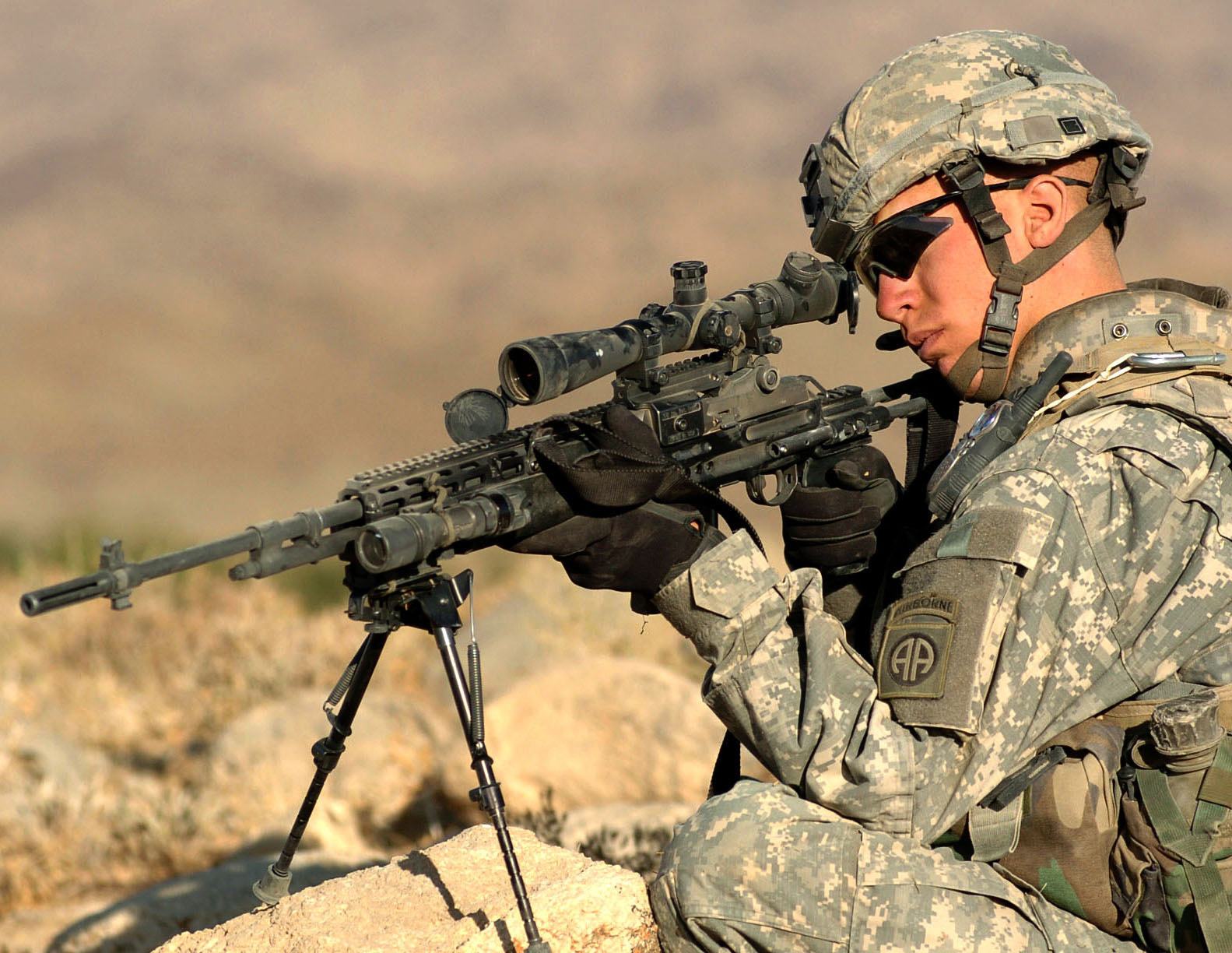
Soldat de la 82a a l'Afganistan.

  - Batalló de Tropes Especials

- Equip de Combat de la 3a Brigada
  - 1r Batalló, 505è Regiment d'Infanteria Paracaigudista
  - 2n Batalló, 505è Regiment d'Infanteria Paracaigudista
  - 5è Esquadró, 73è Regiment de Cavalleria
  - 1r Batalló, 319è Regiment d'Artilleria de Camp (Aerotransportat)
  - 82n Batalló de Suport de la Brigada
  - Batalló de Tropes Especials
- Equip de Combat de la 4a Brigada
  - 1r Batalló, 508è Regiment d'Infanteria Paracaigudista (Anterior 3-504)
  - 2n Batalló, 508è Regiment d'Infanteria Paracaigudista (Anterior 3-325)
  - 4t Esquadró, 73è Regiment de Cavalleria
  - 2n Batalló, 321r Regiment d'Artilleria de Camp
  - 782n Batalló de Suport de la Brigada
  - Batalló de Tropes Especials
- 18a Brigada de Foc (antígament separada; assignada el 16 de juliol del 2008)
  - Bateria de Quarter General[12]
  - 1r Batalló (Aerotransportat), 321r Regiment d'Artilleria de Camp (Estats Units) (Obusos M777)
  - 3è Batalló, 321r Regiment d'Artilleria de Camp (Estats Units) (Obusos M777)
  - 3è Batalló, 27è Regiment d'Artilleria de Camp (HIMARS)
  - 188è Batalló de Suport de la Brigada
  - Bateria D 26è Regiment d'Artilleria de Camp (Obtenció d'objectius)
  - 206a Companyia de Senyals
- Brigada d'Aviació de Combat
  - Companyia de Quarter General
  - 1r Batalló, 82n Aviation Regiment d'Aviació (Reconeixement d'atac) (AH-64D Apache Longbow)
  - 2n Batalló, 82è Regiment d'Aviació (Assalt) (UH-60M Black Hawk)
    - Companyia F (Exploradors)

  - 3è Batalló, 82è Regiment d'Aviació (Suport General)
    - Companyia de Comandament d'Aviació (UH-60L Black Hawk)
    - Companyia Mitjana de Sustentació (CH-47F
    - Companyia d'Evacuació Mèdica (HH-60M Black Hawk)

  - 1r Esquadró, 17è Regiment de Cavalleria (Reconexiement d'atac)
  - 122è Batalló de Suport d'Aviació
- Batalló de Quarter General, 82a Divisió Aerotransportada
  - Companyia de Quarter General i Serveis (HSC)
  - Companyia d'Operacions (Co A)
  - Companyia d'Intel·ligència i Manteniment (Co C)
  - Companyia de Senyals de la Divisió (Co C)
  - Banda de la 82a Divisió Aerotransportada
  - Escola Avançada Aerotransportat de l'Exèrcit dels Estats Units

Unitats habitualment alienades però assignades 
- 82a Brigada de Sosteniment[13]
  - Batalló de Tropes Especials
    - Companyia de Quarter General i Serveis
    - 11a Companyia d'Intendència[14]
    - 21a Companyia Química
    - 18è Companyia de Recursos Humans
    - 82n Companyia de Senyals
    - 82n Companyia de Direcció Financera
    - 125è Equip de Correspondència

  - 264t Batalló de Suport (Sosteniment de Combat)
    - Companyia de Quarter General
    - 259è Companyia d'Intendència
    - 364a Companyia d'Intendència
    - 600a Companyia d'Intendència[14]
    - 612a Companyia d'Intendència[14]
    - 659a Companyia de Manteniment

## Tradicions
En commemoració de la travessia del riu Waal fet pel 504t Regiment Paracaigudista i el 307è Batalló d'Enginyers durant l'operació Horta, anualment es realitza una competició "Travessa del Waal" en l'aniversari de l'operació al Llac McKellars, proper a Fort Bragg. La companyia guanyadora rep un rem. El rem significa que en la travessa original molts paracaigudistes van haver de remar amb les seves pròpies armes, car els bots no tenien suficients rems.

## Honors

### Crèdits de participació en campanya

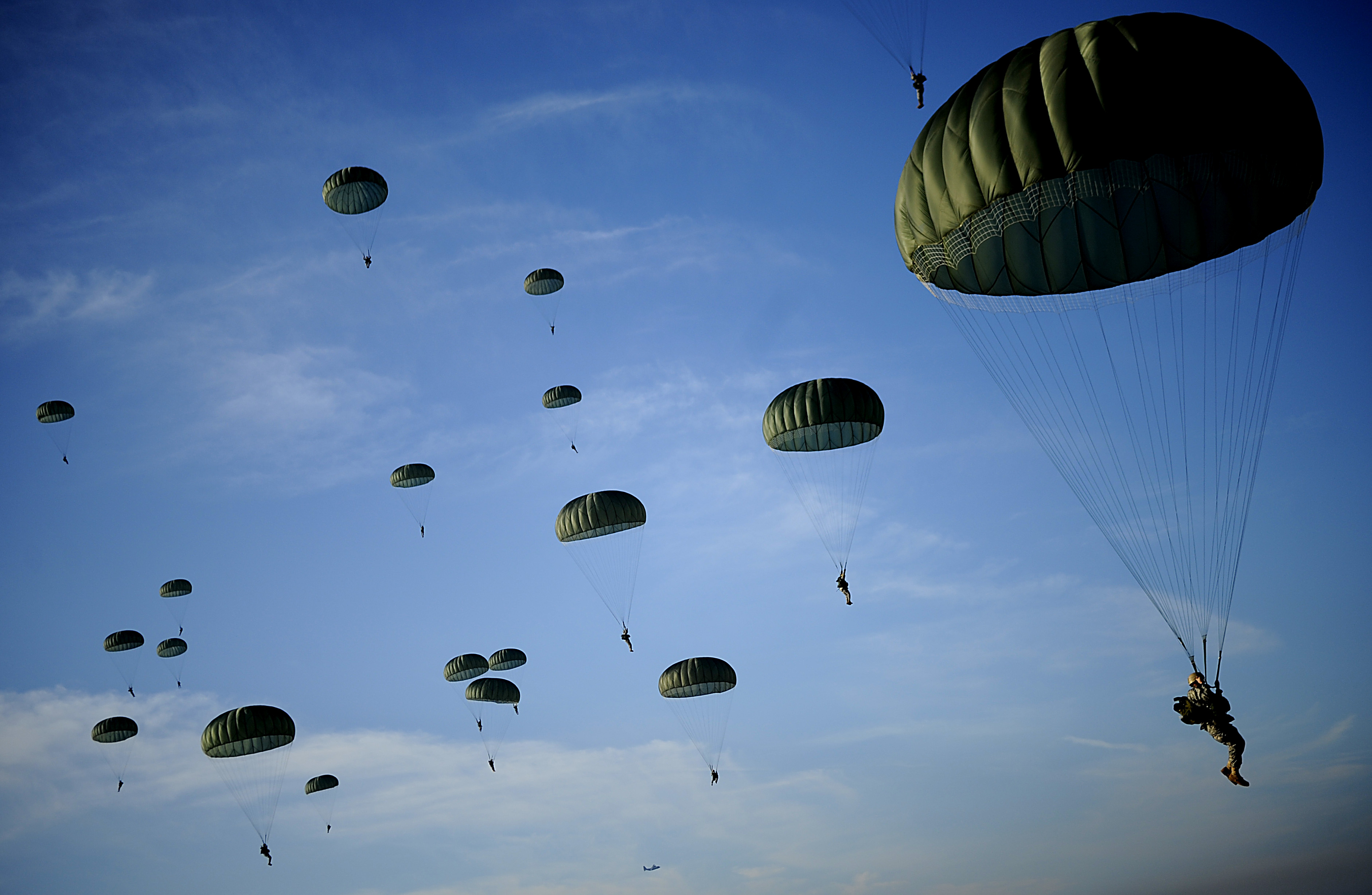
Soldats de la 82a Divisió Aerotransportada descendeixen en paracaigudes per adquirir les ales de salt estrangeres durant l'11a Edició del Randy Oler Memorial Operation Toy Drop a Fort Bragg, Carolina del Nord, 6 de desembre de 2008.

- I Guerra Mundial
  - Saint-Mihiel
  - Meuse-Argonne
  - Lorraine 1918
- II Guerra Mundial
  - Sicília
  - Nàpols-Foggia
  - Normandia (amb punta de sageta)
  - Rin (amb punta de sageta)
  - Ardennes-Alsàcia
  - Europa central
- Expedicions de les Forces Armades
  - República Dominicana
  - Invasió de Grenada
  - Ocupació estatunidenca de Panamà
- Sud-est Asiàtic
  - Defensa de l'Aràbia Saudita
  - Alliberament i Defensa de Kuwait
  - Operació Llibertat Duradora
  - Operació Llibertat Iraquí

### Condecoracions
- Citació Presidencial d'Unitat - Sainte-Mère-Église
- Citació Presidencial d'Unitat – operació Horta
- Citació Presidencial d'Unitat – Pass Chiunzi/Nàpols/Foggia (només a les següents unitats: 319è Batalló d'Artilleria de Camp en Planador; 307è Batalló d'Enginyers, 80è Batalló Antiaeri i Companyia H 504 PIR
- Citació Presidencial d'Unitat - Batalla de Samawah, abril de 2003 (només atorgada a l'Equip de Combat de la 2a Brigada -325è Regiment d'Infanteria Paracaigudista-)
- Premi d'Unitat Valerosa – Operació Llibertat Iraquiana (3a Brigada de l'Equip de Combat, OIF 1)
- Elogi d'Unitat Meritòria – Sud-est Asiàtic
- Creu de Guerra amb Palma (França) – Sainte-Mère-Église
- Creu de Guerra amb Palma (França) – Cotentin
- Fourragère de la Creu de Guerra (França) – II Guerra Mundial
- Fourragère Belga 1940
- Citat a l'Orde del Dia de l'Exèrcit Belga per les accions a les Ardenes
- Citat a l'Orde del Dia de l'Exèrcit Belga per les accions a Bèlgica i Alemanya
- Orde Militar de Guillem (Països Baixos) – per la valentia i el servei en la batalla de Nimega durant l'operació Horta

## Comandants de la divisió
| - MG Eben Swift - 25 d'agost de – 23 de novembre de 1917 - BG James Erwin - 24 de novembre de – 16 de desembre de 1917 - BG William P. Burnham - 27 de desembre de 1917 – 3 d'octubre de 1918 - MG George B. Duncan - 4 d'octubre de 1918 – 21 de maig de 1919 - MG Omar N. Bradley - 23 de març – 25 de juny de 1942 - MG Matthew B. Ridgeway - 26 de juny de 1942 – 27 d'agost de 1944 - MG James M. Gavin - 28 d'agost de 1944 – 26 de març de 1948 - MG Clovis E. Byers - 27 de març de 1948 – 18 de juliol de 1949 - BG Ridgely Gaither - 19 de juliol – 31 d'octubre de 1949 - MG Williston B. Palmer - 1 de novembre de 1949 – 15 d'octubre de 1950 - MG Thomas F. Hickey - 16 d'octubre de 1950 – 31 de gener de 1952 - MG Charles D.W. Canham - 1 de febrer de 1952 – 29 de setembre de 1952 - MG Gerald Joseph Higgins - 20 de setembre de 1952 – 14 de setembre de 1953 - MG Francis W. Farrell - 6 d'octubre de 1953 – 4 de juliol de 1955 - MG Thomas Trapnell - 5 de juliol de – 13 de setembre de 1956 - MG John W. Bowen - 14 de setembre de 1956 – 27 de desembre de 1957 - MG Hamilton H. Howze - 2 de gener de 1958 – 13 de juny de 1959 - MG Dwight E. Beach - 1 de juliol de 1959 – 21 d'abril de 1961 - MG Theodore J. Conway - 22 d'abril de 1961 – 6 de juliol de 1962 - MG John L. Throckmorton - 7 de juliol de 1962 – 1 de febrer de 1964 - MG Robert H. York - 24 de febrer de 1964 – 15 de juliol de 1965 - MG Joe S. Lawrie - 2 d'agost de 1965 – 14 d'abril de 1967 - MG Richard J. Seitz - 15 d'abril de 1967 – 12 d'octubre de 1968 | - MG John R. Deane, Jr. - 14 d'octubre de 1968 – 14 de juliol de 1970 - MG George S. Blanchard - 15 de juliol de 1970 – 16 de juliol de 1972 - MG Frederick J. Kroesen - 17 de juliol de 1972 – 7 d'octubre de 1974 - MG Thomas H. Tackenberry - 8 d'octubre de 1974 – 11 d'octubre de 1976 - MG Roscoe Robinson, Jr. - 11 d'octubre de 1976 – 1 de desembre de 1978 - MG Guy S. Meloy - 1 de desembre de 1978 – 6 de febrer de 1981 - MG James J. Lindsay - 6 de febrer de 1981 – 24 de juny de 1983 - MG Edward L. Trobaugh - 24 de juny de 1983 – 19 de juny de 1985 - MG Bobby B. Porter - 19 de juny de 1985 – 10 de gener de 1986 - MG John W. Foss - 10 de gener de 1986 – 10 d'octubre de 1986 - BG Raphael J. Hallada - 10 d'octubre de 1986 – 5 de gener de 1987 - MG Carl W. Stiner - 5 de gener de 1987 – 11 d'octubre de 1988 - MG James H. Johnson - 11 d'octubre de 1988 – 29 de maig de 1991 - MG Henry H. Shelton - 29 de maig de 1991 – 21 de maig de 1993 - MG William M. Steele - 21 de maig de 1993 – 10 de març de 1995 - MG George A. Crocker - 10 de març de 1995 – 27 de novembre de 1996 - MG Joseph K. Kellogg, Jr. - 27 de novembre de 1996 – 31 de juliol de 1998 - MG Dan K. McNeill - 31 de juliol de 1998 – 19 de juny de 2000 - MG John Vines - agost de 2000 – maig de 2003 - MG Charles Swannack - octubre de 2002 – 27 de maig de 2004 - MG William B. Caldwell IV - 27 de maig de 2004 – 7 d'abril de 2006 - MG David M. Rodriguez - 7 d'abril de 2006 – 21 de juliol de 2008 - MG Curtis Scaparrotti - 21 de juliol de 2008 – 5 d'agost de 2010 - MG James L. Huggins - 5 d'agost de 2010–present |